# ホートン・スミス
ホートン・スミス（Horton Smith, 1908年5月22日 - 1963年10月15日）は、アメリカ・ミズーリ州スプリングフィールド出身のプロゴルファーである。パットの名手として知られる。1934年に創設されたマスターズ・トーナメントで第1回大会の優勝者になり、2年後の1936年にも優勝した。他にもPGAツアーで通算28勝、世界各国の国際試合で7勝を挙げ、プロゴルファーとして通算「37勝」を記録した名選手である。ゴルフクラブの一種である「サンドウェッジ」を競技大会で最初に使用した選手だと言われている。身長190cmほどの長身でありながら、体重は70kgほどで、細身の体格の選手だった。良いゴルファーのポケットには
「謙虚」の二文字が隠されている、とは彼の言葉。

## 人物
ホートン・スミスは12歳からゴルフを始め、故郷のミズーリ州スプリングフィールドにある「スプリングフィールド・ゴルフクラブ」でアシスタント・プロとして技術を磨いた。プロゴルファーとしてトーナメントに参戦し始めた時期、スミスは自動車や電車、ボートなどを駆使して各地を旅行したことから「ミズーリの放浪者」（Missouri Rover）というニックネームがついたという。1929年、スミスは21歳の時にPGAツアーで年間22試合に出場し、そのうち優勝8度、2位6度という成績を挙げた。彼のベスト・シーズンであったこの年、10月に世界大恐慌が勃発する。スミスはボビー・ジョーンズなどと並んで、アメリカの「大恐慌時代」を生きたゴルファーのひとりであった。
1934年、ボビー・ジョーンズとクリフォード・ロバーツの提唱により「オーガスタ・ナショナル招待選手権」（Augusta National Invitation Tournament）という新しいトーナメントが創設され、この大会のために「オーガスタ・ナショナル・ゴルフクラブ」（パー72）がジョージア州オーガスタに建設された。第1回大会は3月22日から3月25日まで行われ、ホートン・スミスは最終ラウンドでクレイグ・ウッド（1901年 - 1968年）を1打差で振り切り、4 アンダーパー（-4, 284ストローク）のスコアで優勝を飾った。第2回マスターズではジーン・サラゼン（1902年 - 1999年）が優勝し、スミスは19位タイに終わったが、1936年の第3回大会で2年ぶり2度目の優勝を果たしている。スミスの他のゴルフメジャー大会成績は、全米オープンで1930年・1940年の3位、全英オープンで1930年の3位があった。
選手引退後のスミスはアメリカPGAツアーで競技委員を務め、1952年から1954年までツアーの会長にも就いた。スミスは生涯を通じて喫煙も飲酒もせず、節度のある私生活を送ったが、比較的早い年齢で健康を害した。1963年10月15日に55歳で逝去した。没後27年たった1990年に世界ゴルフ殿堂入りを果たしている。

## プロ優勝

### PGAツアー (32)
- 1928 (2) Oklahoma City Open, Catalina Island Open
- 1929 (8) Berkeley Open Championship, Pensacola Open Invitational, Florida Open, La Gorce Open, Fort Myers Open, North and South Open, Oregon Open, Pasadena Open (12月)
- 1930 (4) Central Florida Open, Savannah Open, Berkeley Open, Bay District Open
- 1931 (1) St. Paul Open
- 1932 (1) National Capital City Open
- 1933 (1) Miami International Four-Ball (with ポール・ラニアン)
- 1934 (3) マスターズ・トーナメント, Grand Slam Open, California Open
- 1935 (3) Palm Springs Invitational, Miami Biltmore Open, Pasadena Open
- 1936 (2) マスターズ・トーナメント, Victoria Open
- 1937 (3) North and South Open, Inverness Invitational Four-Ball (with ハリー・クーパー), Oklahoma Four-Ball (with ハリー・クーパー)
- 1941 (2) Florida West Coast Open, St. Paul Open

(2勝は不明)
太字はメジャー選手権優勝
出典:

### その他優勝
this list is probably incomplete
- 1929 全仏プロ
- 1940 Massachusetts Open
- 1948 ミシガンPGA
- 1954 ミシガン・オープン